# Erioptera villosa
Erioptera villosa är en tvåvingeart som beskrevs av Osten Sacken 1860. Erioptera villosa ingår i släktet Erioptera och familjen småharkrankar. Inga underarter finns listade i Catalogue of Life.